# Lidwinna
Lidwinna je romantická opera pražského německého skladatele Josefa Dessauera na libreto spisovatele Carla Egona Eberta. Měla premiéru 30. září 1836 v pražském Stavovském divadle.

## Vznik a historie a díla
Lidwinna je první opera pražského skladatele, pianisty a obchodníka s textilem Josefa Dessauera. Dessauer se jako skladatel prosadil nejprve klavírními skladbami a písněmi, a to jak vlastními, tak úpravami lidových písní různých národů. Zejména písně došly značné obliby a byly mu průpravou pro práci na operní prvotině, která byla původně komponována k příležitosti korunovace císaře Ferdinanda Dobrotivého za českého krále (2. září 1836). Z důvodu nedostatku času na nezbytné přípravy však musela být odložena a jako korunovační opera byli nakonec inscenování Meyerbeerovi Křižáci v Egyptě, všeobecně reprezentativnější opera, pro již se navíc podařilo zajistit účinkování tehdy nejslavnější německé pěvkyně Wilhelmine Schröder-Devriendt. První představení Lidwinny tedy bylo odsunuto na 30. září.
Dramaticky zdařilé libreto Lidwinny obsahuje řadu efektních scén, přitom se ale soustředí na dobře charakterizované čtyři hlavní hrdiny, Lidwinnu, Milona, jeho otce Iwana a hraběte Maldonada. Příběh prosté dívky Lidwinny, která se cítí předurčena k vyššímu postavení, moci a bohatství a nezastaví se ani před spolkem s ďáblem, aby svůj sen uskutečnila, připomíná jak náměty německé raně romantické opery (Weberův Čarostřelec), tak i soudobou francouzskou velkou operu (Meyerbeerův Robert ďábel; postava Maldonada je přímo modelována podle Bertrama z této opery). Současně však má řadu osobitých znaků. Nezvyklá je už jen skutečnost, že hlavní hrdinkou zmítající se mezi zlem a dobrem je žena, ale též to, že hlavní Lidwinnina touha není dosáhnout moci a bohatství, ale svobody – a právě v tom ji pekelné mocnosti zcela zklamou.
Z dlouhého textu libreta však musely být některé části již při kompozici a další pak pro provedení vynechány, což poněkud narušilo srozumitelnost a dramatickou stavbu příběhu.
Děj se odehrává ve středověkých Čechách, ačkoli libreto nenabízí žádné podrobnosti, které by je konkrétně časově nebo prostorově ukotvovaly.
Hudebně má Lidwinna formu opery s hudebními čísly (celkem 15) oddělenými mluvenými dialogy, tedy singspielu. Zpěvní čísla vycházejí nejvíce z Dessauerovy zkušenosti se skládáním písní, mají však pestré formy (árie, dueto, recitativ, scéna, melodram, ansámbly, sbory…). Podle kritiky „pokud jde o charakter hudby, zdá se, že pan Dessauer chce jít střední cestou mezi italskou a německou hudbou, přitom ale, stejně jako básník textu, zůstal věrný novému romantismu.“
Výprava byla připravena s velkou pečlivostí a náklady (scéna de Piau a Mössner, technika G. Weber). Poskytovala četné režijní a divadelně technické efekty (scéna s duchem jeskyně a požár mlýna v 1. dějství, čarovná komnata se zrcadlem, které odráží průběh turnaje a nakonec se roztříští, ve 2. dějství, rej duchů na temném jevišti na konci 3. jednání). Ne všechny efekty se zdařily, například zjevení obří ruky v horské jeskyni vyvolalo u diváků namísto úžasu značné pobavení.
Kritika Lidwinnu přivítala velmi příznivě jako významný příspěvek k diskusím o dalším směřování německé opery, i když poukazovala na problémy se „strašidelně ponurou tklivostí a těžkomyslností novoromantické školy“. Z tohoto důvodu také zřejmě obecenstvo přijalo novinku se zájmem, ale bez nadšení. Úspěch měla především Jenny Lutzerová v pěvecky i herecky velmi náročné titulní úloze, z jednotlivých čísel měla největší úspěch Maldonadova árie ve 3. dějství. Pro různé okolnosti nemohla být opera bezprostředně opakována a nakonec se dočkala pouhých tří repríz. Vícekrát se na jevišti neobjevila.
Při příležitosti premiéry bylo roku 1836 vydáno libreto opery. Notový materiál v současnosti uchovává Muzeum české hudby.

## Osoby a první obsazení
| osoba                                                          | hlasový obor | obsazení premiéry (30. 9. 1836) |
| -------------------------------------------------------------- | ------------ | ------------------------------- |
| Iwan, mlynář                                                   | bas          | Karel Strakatý                  |
| Milon, jeho syn                                                | tenor        | Friedrich Demmer                |
| Lidwinna, jeho schovanka                                       | soprán       | Jenny Lutzer                    |
| Hrabě Maldonado, zprvu vstupující jako cizí rytíř              | basbaryton   | Carl Joseph Pöck                |
| Jaroslaw, rytíř                                                | …            | Dietrich                        |
| První komorná                                                  | soprán       | Theresia Schikaneder            |
| Druhá komorná                                                  | …            | Nicolai                         |
| Děvče ve mlýně                                                 | soprán       | Anna Manetínská                 |
| Duch jeskyně                                                   | …            | …                               |
| Sbor duchů                                                     |              |                                 |
| Sbor rytířů                                                    |              |                                 |
| Sbor hostí                                                     |              |                                 |
| Sbor mlýnských tovaryšů                                        |              |                                 |
| Sbor mlýnských děveček                                         |              |                                 |
| Minnesengři, harfeníci, tanečníci a tanečnice, démoni, géniové |              |                                 |

## Děj opery

### 1. dějství – Mlýn
(Venkovská krajin s mlýnem) Ve mlýně mlynáře Iwana se pracovní doba chýlí ke konci (sbor Fröhlich und munter schaffet nur zu). Mlynářův syn Milon usiluje o pozornost krásné schovanky Lidwinny, která dnes slaví osmnácté narozeniny. Ta si jej však ani nepovšimne a odchází do hor. Milon se svěřuje otci s tím, jak Lidwinnu obdivuje a miluje, ale odmítá Iwanův návrh, že s dívkou promluví a buď ji přiměje ke sňatku, nebo vyžene ze mlýna (duet Mild sind Vaterherzen, Vatersorg' ist treu).
Lidwinnin původ je nejasný. Chová se vždy tak, jako by nepatřila mezi prosté vesničany, ale mezi panstvo. Navíc tráví mnoho času v horách, zejména v jisté jeskyni, kde kdysi ďábel pokoušel ctihodného poustevníka; kdo ví, zda tam hledá jen samotu? – Začíná bouře a všichni se schovávají, jen Milon má strach o Lidwinnu a vyráží do hor ji hledat.
(Proměna – vnitřek prostorné jeskyně) Lidwinna se nachází v jeskyni, kam se uchylovala již od dětství. Duch jeskyně ji utvrzoval v přesvědčení, že má díky své kráse a duchu nárok na panský život. Nyní jí je osmnáct let a dívka žádá po duchovi, aby splnil svůj slib a dal jí „lesk, bohatství, volnost, čest, důstojenství a moc“ (melodram a recitativ Da draußen rollt der Donner… Erhabner Herrscher dieses Felsenreichs). Duch hodlá svůj slib splnit: Lidwinnu má do nového života odvést muž, který se jí prokáže ohňovým znamením. Ona ale musí úmluvu stvrdit rukoudáním. Když Lidwinna stiskne obludnou pravici vynořivší se ze skalní stěny, její paže na důkaz věčného závazku krvavě zčervená. Lidwinna je nejprve zděšena, ale brzy se utěšuje tím, co ji čeká (árie Im Goldstoff werd' ich schimmern).
Do jeskyně přichází Milon, aby milovanou dívku odvedl. Současně jí horlivě vyznává lásku. Lidwinna je na rozpacích; rozhoduje se mu dát neurčitý příslib a vyčkat dalšího (recitativ a duet Lidwinna, meinem Leiden setz' ein Ziel… Nein, nimmer will ich mich erheben).
(Proměna – vnitřek mlýna) Ve mlýně našli všichni útočiště před nečasem a zabývají se různými domácími pracemi (sbor Die Spindel schnurrt in flinker Hand). Vracejí se Milon a Lidwinna; on rozradostněný domnělou nadějí na její lásku, ona v napjatém očekávání skalním duchem vyslaného muže. Děvčata přesvědčí Lidwinnu ke hře na princeznu a rytíře, při níž je princeznou ona a rytířem Milon. V té chvíli do mlýna vchází cizí rytíř a žádá, aby zde mohl přečkat bouřku. Ihned se dává do rozhovoru s Lidwinnou a představuje se jí jako předpovězený zachránce. Lidwinna chce nejprve vidět slíbené znamení.Rytíř gestem ruky přivolá na mlýn blesk. Zatímco požár stavení rychle stravuje a všichni v panice prchají, cizinec Lidwinnu odvádí (finále Auf, der hohen Braut entgegen… Hinweg, hinweg aus niederm Haus).

### 2. dějství – Palác
(Lidwinnina honosně zařízená oblékárna) Lidwinna je nyní bohatá a mocná, je považována za hraběnku. Od své smlouvy s duchem v sobě cítí čarodějnou sílu a oddává se magii. Právě se koná turnaj na její počest. Služky ji zdobí šperky (sbor Mit Demantketten bindet der Locken dunklen Kranz). Přichází hrabě Maldonado – cizinec z minulého dějství – a žádá Lidwinnu, aby ještě dnes při turnaji ohlásila jejich zasnoubení. Ta se zdráhá, chce si ještě užít svobody. Ale hrabě jí připomíná, že to on ji povznesl ze mlýna do nynějších výšin. Vůči ostatním může ukazovat své nově nabyté bohatství a moc, jemu je ale poddána. I hrabě je ve službách ďábla a dokazuje Lidwinně, že má větší čarodějnou moc než ona. Lidwinna se musí podrobit a slíbit mu, co žádá (duet Meine Kraft, ich fühle sie… Ha, in welche Macht gegeben... Du bist mein, und was auf Erden).
(Proměna – vyzdobený sál) V paláci se shromáždili rytíři účastnící se turnaje (sbor Turnieren ist Lust, turnieren). Mezi nimi je i Milon, který se po ztrátě Lidwinny – o níž se všichni domnívají, že uhořela – i rodného mlýna dal k vojsku a pro svou statečnost dosáhl až na rytířskou hodnost. Když vidí obraz hraběnky, která klání pořádá, nevěří svým očím, neboť se tolik podobá jeho dávné lásce. Když přichází nádherně oděná Lidwinna vítat rytíře, je již přesvědčen. Sdělí krásné hraběnce, že nemůže pozdvihnout hledí své přílby, dokud jí nesvěří jisté tajemství. Když je ostatní nechají o samotě, dá se jí poznat, vypráví jí o svém osudu a opět se jí ptá, zda jej může milovat. Lidwinnou zmítají různé city: bojí se odhalení, nachází v sobě náklonnost k Milonovi, současně si je ale vědoma, že ji zlý duch váže k hraběti. Ten se vrací a upomíná Lidwinnu, aby oznámila jejich zasnoubení. Milon se s ním chce ihned bít, ale hrabě dává přednost tomu, aby se utkali na turnaji (duet a později tercet Lidwinna! – Milon! – Seligkeit!... Doch dieses Mißgeschick, es kettet… Laß uns den Kampf sogleich beginnen).
Hrabě vyhrožuje Lidwinně, že přijde o všechno, co má, pokud mu nepomůže. Milon musí být zahuben. Lidwinna má na turnaj poslat jen svůj dvojnický obraz a sama sledovat průběh zápasu v kouzelném zrcadle. Pokud by Milon měl vítězit nad hrabětem, nechť rytířův odraz probodne. Lidwinna v nejvyšším rozčilení odchází rozhodnout se, co učiní. Hrabě se vysmívá její iluzi, že může sama volit – ve skutečnosti je již pevně v moci pekla.
(Proměna – Lidwinnina kouzelná komnata) Lidwinna si nyní uvědomuje, že Milona miluje a že její bohatství a moc jsou vykoupeny nesvobodou a neštěstím (recitativ a árie Ihn morden! welch' ein fürchterlich' Gebot… Inmitten meiner Wonnen). Posílá svůj ztělesněný zrcadlový odraz, aby ji nahradila na turnaji. Poté prosí o pomoc jeskynního ducha, ale ten jí odpovídá, že nemá na vybranou. Na Lidwinninu žádost jí ukazuje, co se stane, neuposlechne-li – v zrcadle se objeví obraz chudé sestárlé ženy před mlýnem, sbor duchů jí předvídá nouzi, nemoci a časnou smrt. Lidwinna je vyděšena a rozrušena. Sleduje v zrcadle boj Milona s hrabětem, a když Milon srazí hraběte z koně a chystá se ho zabít, probodne Lidwinna jeho obraz v zrcadle dýkou. Kouzelné zrcadlo se roztříští na kousky a Lidwinna padá do mdlob.

### 3. dějství – Hřbitov
(Sál skvostně vyzdobený ke slavnosti) Koná se zásnubní slavnost pro hraběte a Lidwinnu, minnesengři zpívají a hosté tančí (sbor Bei Sang und Klang und Tanz). Lidwinna ale sedí u stolu s hostinou mlčky a zaraženě. Zatímco hosté přejí štěstí hraběcímu páru, zaznívají zvenčí tóny pohřebního pochodu – Milonova rakev je nesena na hřbitov. Lidwinny se zmocňuje zoufalství s výčitky, až obviní hraběte ze zosnování Milonovy smrti. Hrabě rychle ukončuje slavnost a hosté se vzdalují. On sám se snaží Lidwinnu nejprve rozptýlit, pak jí vyhrožuje. Ale Lidwinna se chce kát a sama zemřít. Odchází za Milonem na hřbitov. Hrabě se jí snaží zadržet kouzlem, ale Lidwinna je vzýváním Božího jména zlomí. Hrabě je překvapen, stále však přesvědčen, že jeho snoubenka je pevně v rukou ďábla (recitativ a árie Ha, welch' ein Wort… Wir, die aus gutem Blut gestammt).
(Proměna – Hřbitov, měsíčná noc) Rytíři, Milonovi druhové, a jeho otec Iwan stojí nad jeho hrobem. Iwan se dozvídá, jak jeho syn zemřel. V té chvíli se objeví hrabě a shání se po Lidwinně. Iwan se mu chce postavit a vyčítá mu Milonovu vraždu, ale hrabě ho jen odbývá: jednalo se přece o souboj podle všech pravidel.
Přichází Lidwinna s rozpuštěnými vlasy a žádá rytíře, aby otevřeli rakev. Objímajíc Milonovu mrtvolu se přiznává ke svému zločinu. Hrabě ji omlouvá šílenstvím a chce ji odvést, Lidwinna chce však se svou vinou předstoupit před soud a žádá rytíře, aby ji před Maldonadem ochránili. Setmí se a vypukne bouře, v níž Lidwinnu pronásledují duchové a příšery. Ona se vrhá do Milonova hrobu a umírá. Z hrobu zazáří jemné světlo. Duše obou milenců stoupají k nebi, neviditelný chór zvěstuje, že díky upřímné lítosti bylo Lidwinně odpuštěno (finále Ja, ich war's, ich bin's gewesen… Laßt mich ihn noch einmal schauen! … Lebe wohl, geliebte Leiche… Heil ihr, heil! Sie hat erworben).